# 미네무라 유이
미네무라 유이(일본어: 峯村 優衣, 1991년 3월 17일 ~ )는 일본의 모델이다.